# Hexatoma (Eriocera) speciosa
Hexatoma (Eriocera) speciosa is een tweevleugelige uit de familie steltmuggen (Limoniidae). De soort komt voor in het Neotropisch gebied.